# TYPE-MOON学園 ちびちゅき!
『TYPE-MOON学園 ちびちゅき！』（タイプムーンがくえん ちびちゅき）は、華々つぼみによる日本の四コマ漫画作品。原作は『Fate/stay night』をはじめ『月姫』『空の境界』『魔法使いの夜』などといった作品を発表してきたTYPE-MOON。『コンプティーク』2013年10月号より2015年8月号まで第1期が連載され、2015年12月号より『ちびちゅき！ 2学期』のタイトルで第2期が連載中（ただし、2023年現在長期休載中）。

## 概要
原作のTYPE-MOONは前述の通り数多くの人気作品を手掛けてきたが、本作はそれらに登場するキャラクターたちをふんだんに用いたコメディ作品である。連載のきっかけは、著者が『コンプティーク』2013年8月の別冊付録「TYPE-MOONエース Special」にプロモーション漫画を掲載した際、好評を得たことによる。企画当初はメインヒロイン五名を使った日常系学園漫画という話だったが、著者からの提案でTYPE-MOON作品オールキャラクター作品となったが、『月の珊瑚』については諸事情により出すことができない。
本作の特徴として、登場する人間のキャラクターが全て2頭身に設定されていることが上げられる。作中で用いられる制服のデザインは、TYPE-MOON10周年の際に描き起こされたものを採用している。オールキャラを謳っているだけあって、発表されて間もないキャラクターや、一般的には知名度の高くないキャラクターなども惜しみなく登場している。またスピンオフなどによって本来は同一・同名のキャラクターであっても、年代や設定が異なるキャラクターは本作では別人として登場する事がある。『アーネンエルベの一日』や『カーニバル・ファンタズム』など、これまでもTYPE-MOONクロスオーバー作品はあったが、本作ではメタ的なネタを絡ませつつも基本的には繋がりはないことになっている。単行本表紙には、その巻に登場したキャラクターが全て描かれるという趣向を取るが、4巻以降は『Fate/Grand Order』のキャラクターが大量に追加され、苦心している。
2020年10月10日、作者の華々はTwitterにおいて、『コンプティーク』10月・11月号の本作休載と、次の単行本の発売が遅れる旨告知した。これ以降、連載は再開されておらず、単行本は第7巻で休止中。さらに作者の動向も不明となっている（Twitterの更新も同年11月以降停止している）。

## 登場キャラクター

### メインキャラクター
本作は非常に多くのキャラクターが登場するため、主要となる人物のみ立項する。また本作オリジナルの設定以外の記述は極力省き、キャラクターの詳細は出典となる作品のページを参照のこと。
セイバー
出典 - 『Fate/stay night』
出典におけるメインヒロイン。第五次聖杯戦争に召喚された剣の英霊で、真名はアーサー王こと「アルトリア」。
最初に型月学園に召喚された5人のうちの一人。その清廉な信念が評価され、生徒会風紀委員に叙任される。宝具であるエクスカリバーは弱体化して「エクスカリハリセン」という名のハリセンに成り下がっているが、風紀委員に与えられた特権により、学園秩序を乱す相手には強力なダメージを与えることができる。
蒼崎青子（あおざき あおこ）
出典 - 『魔法使いの夜』
出典におけるヒロイン（主人公）。魔法使いの末である魔術師で、私立三咲高校生徒会長。
最初に型月学園に召喚された5人のうちの一人。秩序を重んじ、また義理堅い性格であり、乗せられる形ではあったものの自ら立候補して生徒会長に就任する。キノコにアプローチする権限が与えられている。
遠坂凛（とおさか りん）
出典 - 『Fate/stay night』
出典におけるヒロインの一人。私立穂群原学園に通う女生徒で、名門・遠坂家の魔術師。
最初に型月学園に召喚された5人のうちの一人。「お金に汚そう」という理由から生徒会会計に就任させられる。金銭の流れをデジタルデータで閲覧できる能力を授けられるが、本人が機械オンチであるため、髪の毛が金銭の集まる場所に反応するアンテナの役割をするように変更された。
両儀式（りょうぎ しき）
出典 - 『空の境界』
出典におけるヒロイン（主人公）。ありとあらゆるものを切断できる「線」が見える「直死の魔眼」を持つ少女。
最初に型月学園に召喚された5人のうちの一人。当初から生徒会活動に興味はなかったが、他の4人とは遅れて「学園の安全を陰から見守る部隊」（通称・あんぶ）に任命され、仕置用ナイフを与えられる。ナイフは「あらゆるものを断ち切る」能力があり、人の記憶を断ち切るなどの用途がある。職務は主に風紀委員が対処できないような治安維持活動。
アルクェイド・ブリュンスタッド
出典 - 『月姫』
出典におけるメインヒロイン。吸血鬼の頂点である真祖の姫。この世に生を受けて800年の年月を経過している。
最初に型月学園に召喚された5人のうちの一人。生徒会副会長に就任するが、実際は余った役職を充てられただけらしい。
マシュ・キリエライト
出典 - 『Fate/Grand Order』
2学期より登場。出典におけるメインヒロイン。人理継続保障機関カルデア局員。英霊ギャラハッドと融合したデミ・サーヴァント。
生徒会書記に就任し、後輩として可愛がられている。
衛宮士郎（えみや しろう）
出典 - 『Fate/stay night』
出典における主人公。セイバーのマスターである魔術師見習いの少年。
型月学園の生徒だが、その料理の腕前を見込まれて学生食堂の料理長に就任する。与えられた権限は、一度でも作ったことのある料理であれば瞬時に複製できる魔術「無限の食券製（アンリミテッド・クッキングワークス）」。なおこの能力は、末の姿であるアーチャーにも受け継がれている。
言峰綺礼
出典 - 『Fate/stay night』
第五次聖杯戦争の監督役。冬木教会の神父。
食堂などで本格中華料理店「八極」を営む。作中ではもっぱら自作の激辛麻婆豆腐について言及する事が多いが、あまり人気はないらしい。そのため、10年前の姿であるZero言峰からは非常に怪訝な目で見られている。
ギルガメッシュ
出典 - 『Fate/stay night』
第五次聖杯戦争におけるサーヴァントの一人。存在しないはずの2人目のアーチャー。
型月学園の生徒として登場。Zero言峰とともに愉悦部（未申請）を創始するが、後から入部してきた瀬尾晶とジナコによってオタク趣味に目覚め、コミックと同人誌を販売する店舗「gilgamate」を開店したが、程なく生徒会に見つかって規制される。単行本表紙カバー裏は、「gilgamate」で販売されている同人誌の表紙イラストとなっている。
荒耶宗蓮
出典 - 『空の境界』
出典における黒幕。元魔術協会所属の魔術師。
出典に登場する小川マンションに模した学生寮「小川寮」の管理人として登場。寮室は住人に馴染み深い生活空間が再現されている。
キノコ
本作の元凶的立ち位置に存在するキャラクター。原作者・奈須きのこがモデル。
TYPE-MOON作品のキャラクターたちを型月学園へ召喚し、学園生活を強制させているきのこの外見をした謎の存在。学園世界におけるあらゆるルールを定める権限を持つ。一般生徒は基本的に会うことはできないが、神出鬼没で生徒会役員たちの前にたびたび姿を現す。校内でのポジションは校長。

### その他の登場人物
「Fate」シリーズに登場するサーヴァントは名称が同一になるため、『Fate/stay night』以外のものについては、一部を除いて真名での記載や通りのいい名称を採用している。
| 名前                                       | 出典                                  | 備考                                                                              |
| ------------------------------------------ | ------------------------------------- | --------------------------------------------------------------------------------- |
| 遠野志貴                                   | 『月姫』                              |                                                                                   |
| シエル                                     | 『月姫』                              |                                                                                   |
| 遠野秋葉                                   | 『月姫』                              |                                                                                   |
| 翡翠                                       | 『月姫』                              |                                                                                   |
| 琥珀                                       | 『月姫』                              |                                                                                   |
| 弓塚さつき                                 | 『月姫』                              |                                                                                   |
| ネロ・カオス                               | 『月姫』                              |                                                                                   |
| 遠野四季                                   | 『月姫』                              |                                                                                   |
| ネコアルク                                 | 『月姫』                              |                                                                                   |
| 瀬尾晶                                     | 『幻視同盟』                          |                                                                                   |
| レン                                       | 『歌月十夜』                          |                                                                                   |
| セブン                                     | 『歌月十夜』                          |                                                                                   |
| 軋間紅摩                                   | 『歌月十夜』                          |                                                                                   |
| シオン・エルトナム・アトラシア             | 『MELTY BLOOD』                       |                                                                                   |
| ワラキアの夜                               | 『MELTY BLOOD』                       |                                                                                   |
| メカヒスイ                                 | 『MELTY BLOOD』                       |                                                                                   |
| 有間都古                                   | 『MELTY BLOOD』                       |                                                                                   |
| パンダ師匠                                 | 『MELTY BLOOD』                       |                                                                                   |
| 白レン                                     | 『MELTY BLOOD Re・ACT』               |                                                                                   |
| リーズバイフェ・ストリンドヴァリ           | 『MELTY BLOOD Actress Again』         |                                                                                   |
| オシリスの砂                               | 『MELTY BLOOD Actress Again』         |                                                                                   |
| 間桐桜                                     | 『Fate/stay night』                   |                                                                                   |
| アーチャー                                 | 『Fate/stay night』                   | 『Fate/EXTRA』,『Fate/EXTRA CCC』の無銘と同一人物扱い                             |
| イリヤスフィール・フォン・アインツベルン   | 『Fate/stay night』                   |                                                                                   |
| 藤村大河                                   | 『Fate/stay night』                   |                                                                                   |
| ライダー                                   | 『Fate/stay night』                   |                                                                                   |
| 間桐慎二                                   | 『Fate/stay night』                   |                                                                                   |
| ランサー                                   | 『Fate/stay night』                   |                                                                                   |
| キャスター                                 | 『Fate/stay night』                   |                                                                                   |
| 葛木宗一郎                                 | 『Fate/stay night』                   |                                                                                   |
| アサシン                                   | 『Fate/stay night』                   |                                                                                   |
| バーサーカー                               | 『Fate/stay night』                   |                                                                                   |
| セイバーオルタ                             | 『Fate/stay night』                   | 『Fate/Grand Order』のサンタオルタ、メイドオルタと同一人物扱い                    |
| 柳洞一成                                   | 『Fate/stay night』                   |                                                                                   |
| 美綴綾子                                   | 『Fate/stay night』                   |                                                                                   |
| 氷室鐘                                     | 『Fate/stay night』                   |                                                                                   |
| 薪寺楓                                     | 『Fate/stay night』                   |                                                                                   |
| 三枝由紀香                                 | 『Fate/stay night』                   |                                                                                   |
| セラ                                       | 『Fate/stay night』                   |                                                                                   |
| リーゼリット                               | 『Fate/stay night』                   |                                                                                   |
| 間桐臓硯                                   | 『Fate/stay night』                   |                                                                                   |
| ベディヴィエール                           | 『Fate/stay night』                   |                                                                                   |
| 蛍塚音子                                   | 『Fate/stay night』                   |                                                                                   |
| ルヴィアゼリッタ・エーデルフェルト         | 『Fate/stay night』                   |                                                                                   |
| カレン・オルテンシア                       | 『Fate/hollow ataraxia』              |                                                                                   |
| バゼット・フラガ・マクレミッツ             | 『Fate/hollow ataraxia』              |                                                                                   |
| アヴェンジャー                             | 『Fate/hollow ataraxia』              |                                                                                   |
| ステンノ                                   | 『Fate/hollow ataraxia』              |                                                                                   |
| エウリュアレ                               | 『Fate/hollow ataraxia』              |                                                                                   |
| スカサハ                                   | 『Fate/hollow ataraxia』              |                                                                                   |
| 衛宮切嗣                                   | 『Fate/Zero』                         | 『Fate/stay night』の衛宮切嗣ではなく、10年前の衛宮切嗣。                         |
| アイリスフィール・フォン・アインツベルン   | 『Fate/Zero』                         |                                                                                   |
| 久宇舞弥                                   | 『Fate/Zero』                         |                                                                                   |
| 言峰綺礼                                   | 『Fate/Zero』                         | 『Fate/stay night』の言峰綺礼とは別人、10年前の言峰綺礼。                         |
| イスカンダル                               | 『Fate/Zero』                         |                                                                                   |
| 遠坂時臣                                   | 『Fate/Zero』                         |                                                                                   |
| 間桐雁夜                                   | 『Fate/Zero』                         |                                                                                   |
| ランスロット                               | 『Fate/Zero』                         |                                                                                   |
| ケイネス・エルメロイ・アーチボルト         | 『Fate/Zero』                         |                                                                                   |
| ディルムッド・オディナ                     | 『Fate/Zero』                         |                                                                                   |
| ソラウ・ヌァザレ・ソフィアリ               | 『Fate/Zero』                         |                                                                                   |
| ジル・ド・レェ                             | 『Fate/Zero』                         |                                                                                   |
| 雨生龍之介                                 | 『Fate/Zero』                         |                                                                                   |
| 百の貌のハサン                             | 『Fate/Zero』                         | 『とびたて!超時空トラぶる花札大作戦』に登場した「ちびアサシン」も登場する。       |
| 遠坂凛                                     | 『Fate/Zero』                         | 『Fate/stay night』の遠坂凛とは別人、10年前の遠坂凛。                             |
| 間桐桜                                     | 『Fate/Zero』                         | 『Fate/stay night』の間桐桜とは別人、10年前の間桐桜。                             |
| イリヤスフィール・フォン・アインツベルン   | 『Fate/Zero』                         | 『Fate/stay night』のイリヤスフィールとは別人、10年前のイリヤスフィール。         |
| 衛宮士郎                                   | 『Fate/Zero』                         | 『Fate/stay night』の衛宮士郎とは別人、5年前の衛宮士郎。                          |
| ユーブスタクハイト・フォン・アインツベルン | 『Fate/Zero』                         |                                                                                   |
| シャーレイ                                 | 『Fate/Zero』                         |                                                                                   |
| ナタリア・カミンスキー                     | 『Fate/Zero』                         |                                                                                   |
| セイバーライオン                           | 『フェイト/タイガーころしあむ』       |                                                                                   |
| 岸波白野（男性）                           | 『Fate/EXTRA』                        |                                                                                   |
| 岸波白野（女性）                           | 『Fate/EXTRA』                        |                                                                                   |
| 赤セイバー                                 | 『Fate/EXTRA』                        |                                                                                   |
| キャスター（狐）                           | 『Fate/EXTRA』                        |                                                                                   |
| 遠坂凛                                     | 『Fate/EXTRA』                        | 『Fate/stay night』の遠坂凛とは別人。金髪の少女。                                 |
| ラニ=VIII                                  | 『Fate/EXTRA』                        |                                                                                   |
| 間桐シンジ                                 | 『Fate/EXTRA』                        | 『Fate/stay night』の間桐慎二とは別人。8歳の少年。                                |
| フランシス・ドレイク                       | 『Fate/EXTRA』                        |                                                                                   |
| ダン・ブラックモア                         | 『Fate/EXTRA』                        |                                                                                   |
| ロビンフッド                               | 『Fate/EXTRA』                        |                                                                                   |
| ありす                                     | 『Fate/EXTRA』                        |                                                                                   |
| アリス                                     | 『Fate/EXTRA』                        |                                                                                   |
| 臥藤門司                                   | 『Fate/EXTRA』                        |                                                                                   |
| ランルーくん                               | 『Fate/EXTRA』                        |                                                                                   |
| 黒鎧のランサー                             | 『Fate/EXTRA』                        |                                                                                   |
| ユリウス・ベルキスク・ハーウェイ           | 『Fate/EXTRA』                        |                                                                                   |
| 李書文                                     | 『Fate/EXTRA』                        |                                                                                   |
| レオナルド・ビスタリオ・ハーウェイ         | 『Fate/EXTRA』                        |                                                                                   |
| ガウェイン                                 | 『Fate/EXTRA』                        |                                                                                   |
| セイヴァー                                 | 『Fate/EXTRA』                        |                                                                                   |
| 間桐桜                                     | 『Fate/EXTRA』                        | 『Fate/stay night』の間桐桜とは別人、保健室NPCの間桐桜。                          |
| BB                                         | 『Fate/EXTRA CCC』                    |                                                                                   |
| エリザベート・バートリー                   | 『Fate/EXTRA CCC』                    |                                                                                   |
| ジナコ=カリギリ                            | 『Fate/EXTRA CCC』                    |                                                                                   |
| 殺生院キアラ                               | 『Fate/EXTRA CCC』                    |                                                                                   |
| ハンス・C・アンデルセン                    | 『Fate/EXTRA CCC』                    |                                                                                   |
| パッションリップ                           | 『Fate/EXTRA CCC』                    |                                                                                   |
| メルトリリス                               | 『Fate/EXTRA CCC』                    |                                                                                   |
| JKセイバー                                 | 『Fate/EXTRA CCC FoxTail』            |                                                                                   |
| ヴァイオレット                             | 『Fate/EXTRA CCC FoxTail』            |                                                                                   |
| キングプロテア                             | 『Fate/EXTRA CCC FoxTail』            |                                                                                   |
| 坂神一人                                   | 『Fate/EXTRA CCC FoxTail』            |                                                                                   |
| アルキメデス                               | 『Fate/EXTELLA』                      |                                                                                   |
| 巨神アルテラ                               | 『Fate/EXTELLA』                      | 『Fate/Grand Order』のアルテラとは別人                                            |
| 沙条綾香                                   | 『Fate/Prototype』                    |                                                                                   |
| プロトセイバー                             | 『Fate/Prototype』                    |                                                                                   |
| プロトアーチャー                           | 『Fate/Prototype』                    |                                                                                   |
| プロトライダー                             | 『Fate/Prototype』                    |                                                                                   |
| 伊勢三                                     | 『Fate/Prototype』                    |                                                                                   |
| 玲瓏館美沙夜                               | 『Fate/Prototype』                    |                                                                                   |
| 沙条愛歌                                   | 『Fate/Prototype 蒼銀のフラグメンツ』 |                                                                                   |
| 玲瓏館美沙夜                               | 『Fate/Prototype 蒼銀のフラグメンツ』 | 『Fate/Prototype』の玲瓏館美沙夜とは別人、8年前の玲瓏館美沙夜。                   |
| ブリュンヒルデ                             | 『Fate/Prototype 蒼銀のフラグメンツ』 | シグルドと一緒にいる本物とジャンヌ・オルタと一緒にいる贋作版が両方存在。          |
| ヴァン・ホーエンハイム・パラケルスス       | 『Fate/Prototype 蒼銀のフラグメンツ』 |                                                                                   |
| オジマンディアス                           | 『Fate/Prototype 蒼銀のフラグメンツ』 |                                                                                   |
| アーラシュ                                 | 『Fate/Prototype 蒼銀のフラグメンツ』 |                                                                                   |
| 静謐のハサン                               | 『Fate/Prototype 蒼銀のフラグメンツ』 |                                                                                   |
| ヘンリー・ジキル＆ハイド                   | 『Fate/Prototype 蒼銀のフラグメンツ』 |                                                                                   |
| ネフェルタリ                               | 『Fate/Prototype 蒼銀のフラグメンツ』 |                                                                                   |
| シグルド                                   | 『Fate/Prototype 蒼銀のフラグメンツ』 |                                                                                   |
| ジャンヌ・ダルク                           | 『Fate/Apocrypha』                    |                                                                                   |
| ジーク                                     | 『Fate/Apocrypha』                    |                                                                                   |
| シロウ・コトミネ                           | 『Fate/Apocrypha』                    |                                                                                   |
| 黒のセイバー                               | 『Fate/Apocrypha』                    |                                                                                   |
| 黒のランサー                               | 『Fate/Apocrypha』                    |                                                                                   |
| 黒のキャスター                             | 『Fate/Apocrypha』                    |                                                                                   |
| 黒のライダー                               | 『Fate/Apocrypha』                    |                                                                                   |
| 黒のキャスター                             | 『Fate/Apocrypha』                    |                                                                                   |
| 黒のアサシン                               | 『Fate/Apocrypha』                    |                                                                                   |
| 黒のバーサーカー                           | 『Fate/Apocrypha』                    |                                                                                   |
| 赤のセイバー                               | 『Fate/Apocrypha』                    |                                                                                   |
| 赤のランサー                               | 『Fate/Apocrypha』                    |                                                                                   |
| 赤のアーチャー                             | 『Fate/Apocrypha』                    | アタランテ〔オルタ〕と同一人物扱い                                                |
| 赤のキャスター                             | 『Fate/Apocrypha』                    |                                                                                   |
| 赤のアサシン                               | 『Fate/Apocrypha』                    |                                                                                   |
| 赤のバーサーカー                           | 『Fate/Apocrypha』                    |                                                                                   |
| ダーニック・プレストーン・ユグドミレニア   | 『Fate/Apocrypha』                    |                                                                                   |
| カウレス・フォルヴェッジ・ユグドミレニア   | 『Fate/Apocrypha』                    |                                                                                   |
| ロシェ・フレイン・ユグドミレニア           | 『Fate/Apocrypha』                    |                                                                                   |
| 六導玲霞                                   | 『Fate/Apocrypha』                    |                                                                                   |
| 獅子劫界離                                 | 『Fate/Apocrypha』                    |                                                                                   |
| 坂田金時                                   | 『Fate/Apocrypha』                    | 『Fate/Grand Order』の坂田金時（ライダー）と同一人物扱い                          |
| ゲオルギウス                               | 『Fate/Apocrypha』                    |                                                                                   |
| ダビデ                                     | 『Fate/Apocrypha』                    |                                                                                   |
| 武蔵坊弁慶                                 | 『Fate/Apocrypha』                    |                                                                                   |
| エルキドゥ                                 | 『Fate/strange Fake』                 |                                                                                   |
| ロード・エルメロイII世                     | 『Fate/strange Fake』                 | 『Fate/Zero』のウェイバー・ベルベットとは別人。                                   |
| フラット・エスカルドス                     | 『Fate/strange Fake』                 |                                                                                   |
| グレイ                                     | 『Fate/strange Fake』                 |                                                                                   |
| リチャード1世                              | 『Fate/strange Fake』                 |                                                                                   |
| ジャック・ザ・リッパー（Fake）             | 『Fate/strange Fake』                 | 『Fate/Apocrypha』の黒のアサシンとは別人。                                        |
| アレクサンドル・デュマ                     | 『Fate/strange Fake』                 |                                                                                   |
| 繰丘椿                                     | 『Fate/strange Fake』                 |                                                                                   |
| ペイルライダー                             | 『Fate/strange Fake』                 |                                                                                   |
| アサシン（Fake）                           | 『Fate/strange Fake』                 |                                                                                   |
| 時任次郎坊清玄                             | 『ロード・エルメロイII世の事件簿』    |                                                                                   |
| 藤丸立香（男性）                           | 『Fate/Grand Order』                  |                                                                                   |
| 藤丸立香（女性）                           | 『Fate/Grand Order』                  |                                                                                   |
| ロマニ・アーキマン                         | 『Fate/Grand Order』                  |                                                                                   |
| オルガマリー・アニムスフィア               | 『Fate/Grand Order』                  |                                                                                   |
| レオナルド・ダ・ヴィンチ                   | 『Fate/Grand Order』                  |                                                                                   |
| シャーロック・ホームズ                     | 『Fate/Grand Order』                  |                                                                                   |
| クー・フーリン（キャスター）               | 『Fate/Grand Order』                  | 『Fate/stay night』のランサーとは別人、キャスターとして召喚された場合の姿。       |
| マリー・アントワネット                     | 『Fate/Grand Order』                  |                                                                                   |
| シュヴァリエ・デオン                       | 『Fate/Grand Order』                  |                                                                                   |
| ヴォルフガング・アマデウス・モーツァルト   | 『Fate/Grand Order』                  |                                                                                   |
| シャルル＝アンリ・サンソン                 | 『Fate/Grand Order』                  |                                                                                   |
| 清姫                                       | 『Fate/Grand Order』                  |                                                                                   |
| マルタ                                     | 『Fate/Grand Order』                  | マルタ（ルーラー）と同一人物扱い                                                  |
| ブーディカ                                 | 『Fate/Grand Order』                  |                                                                                   |
| 荊軻                                       | 『Fate/Grand Order』                  |                                                                                   |
| タマモキャット                             | 『Fate/Grand Order』                  |                                                                                   |
| ダレイオス三世                             | 『Fate/Grand Order』                  |                                                                                   |
| アレキサンダー                             | 『Fate/Grand Order』                  | 『Fate/Zero』のイスカンダルとは別人、少年期の姿で召喚された場合のイスカンダル。   |
| ガイウス・ユリウス・カエサル               | 『Fate/Grand Order』                  |                                                                                   |
| カリギュラ                                 | 『Fate/Grand Order』                  |                                                                                   |
| ロルムス                                   | 『Fate/Grand Order』                  |                                                                                   |
| アルテラ                                   | 『Fate/Grand Order』                  |                                                                                   |
| アステリオス                               | 『Fate/Grand Order』                  |                                                                                   |
| オリオン                                   | 『Fate/Grand Order』                  |                                                                                   |
| ダビデ                                     | 『Fate/Grand Order』                  |                                                                                   |
| エドワード・ティーチ                       | 『Fate/Grand Order』                  |                                                                                   |
| アン・ボニー＆メアリー・リード             | 『Fate/Grand Order』                  |                                                                                   |
| メディア〔リリィ〕                         | 『Fate/Grand Order』                  | 『Fate/stay night』のキャスターとは別人、14歳頃の姿で召喚された場合のキャスター。 |
| チャールズ・バベッジ                       | 『Fate/Grand Order』                  |                                                                                   |
| ニコラ・テスラ                             | 『Fate/Grand Order』                  |                                                                                   |
| セイバーオルタ（ランサー）                 | 『Fate/Grand Order』                  | 『Fate/stay night』のセイバーオルタとは別人。嵐の王としてのアルトリア。           |
| トーマス・エジソン                         | 『Fate/Grand Order』                  |                                                                                   |
| エレナ・ブラヴァツキー                     | 『Fate/Grand Order』                  |                                                                                   |
| ナイチンゲール                             | 『Fate/Grand Order』                  |                                                                                   |
| ラーマ                                     | 『Fate/Grand Order』                  | 本作に限りシータと話し合うことや触れ合うことができる                              |
| シータ                                     | 『Fate/Grand Order』                  | 本作に限りラーマと話し合うことや触れ合うことができる                              |
| ビリー・ザ・キッド                         | 『Fate/Grand Order』                  |                                                                                   |
| クー・フーリン〔オルタ〕                   | 『Fate/Grand Order』                  | 『Fate/stay night』のランサーとは別人。                                           |
| 女王メイヴ                                 | 『Fate/Grand Order』                  |                                                                                   |
| フェルグス・マック・ロイ                   | 『Fate/Grand Order』                  |                                                                                   |
| フィン・マックール                         | 『Fate/Grand Order』                  |                                                                                   |
| アルジュナ                                 | 『Fate/Grand Order』                  |                                                                                   |
| ベオウルフ                                 | 『Fate/Grand Order』                  |                                                                                   |
| マーリン                                   | 『Fate/Grand Order』                  |                                                                                   |
| 玄奘三蔵                                   | 『Fate/Grand Order』                  |                                                                                   |
| 俵藤太                                     | 『Fate/Grand Order』                  |                                                                                   |
| "山の翁"                                   | 『Fate/Grand Order』                  |                                                                                   |
| ニトクリス                                 | 『Fate/Grand Order』                  |                                                                                   |
| 獅子王                                     | 『Fate/Grand Order』                  | 『Fate/stay night』のセイバーとは別人。                                           |
| アグラヴェイン                             | 『Fate/Grand Order』                  |                                                                                   |
| ランスロット（セイバー）                   | 『Fate/Grand Order』                  | 『Fate/Zero』のランスロットとは別人。                                             |
| トリスタン                                 | 『Fate/Grand Order』                  |                                                                                   |
| 牛若丸                                     | 『Fate/Grand Order』                  |                                                                                   |
| ジャガーマン                               | 『Fate/Grand Order』                  | 『Fate/stay night』の藤村大河とは別人。                                           |
| エレシュキガル                             | 『Fate/Grand Order』                  |                                                                                   |
| ティアマト                                 | 『Fate/Grand Order』                  |                                                                                   |
| 巌窟王 エドモン・ダンテス                  | 『Fate/Grand Order』                  |                                                                                   |
| ジェームズ・モリアーティ                   | 『Fate/Grand Order』                  |                                                                                   |
| 燕青                                       | 『Fate/Grand Order』                  |                                                                                   |
| ヘシアン・ロボ                             | 『Fate/Grand Order』                  |                                                                                   |
| エミヤ〔オルタ〕                           | 『Fate/Grand Order』                  | 『Fate/stay night』のアーチャーとは別人。                                         |
| シェヘラザード                             | 『Fate/Grand Order』                  |                                                                                   |
| 武則天                                     | 『Fate/Grand Order』                  |                                                                                   |
| ペンテシレイア                             | 『Fate/Grand Order』                  |                                                                                   |
| 宮本武蔵                                   | 『Fate/Grand Order』                  |                                                                                   |
| 風魔小太郎                                 | 『Fate/Grand Order』                  |                                                                                   |
| 宝蔵院胤舜                                 | 『Fate/Grand Order』                  |                                                                                   |
| 巴御前                                     | 『Fate/Grand Order』                  |                                                                                   |
| 源頼光                                     | 『Fate/Grand Order』                  | 源頼光（ランサー）と同一人物扱い                                                  |
| 酒呑童子                                   | 『Fate/Grand Order』                  |                                                                                   |
| 柳生但馬守宗矩                             | 『Fate/Grand Order』                  |                                                                                   |
| アビゲイル・ウィリアムズ                   | 『Fate/Grand Order』                  |                                                                                   |
| ラヴィニア・ウェイトリー                   | 『Fate/Grand Order』                  |                                                                                   |
| 哪吒                                       | 『Fate/Grand Order』                  |                                                                                   |
| メフィストフェレス                         | 『Fate/Grand Order』                  |                                                                                   |
| マタ・ハリ                                 | 『Fate/Grand Order』                  |                                                                                   |
| キルケー                                   | 『Fate/Grand Order』                  |                                                                                   |
| シバの女王                                 | 『Fate/Grand Order』                  |                                                                                   |
| カドック・ゼムルプス                       | 『Fate/Grand Order』                  |                                                                                   |
| アナスタシア                               | 『Fate/Grand Order』                  |                                                                                   |
| パツシィ                                   | 『Fate/Grand Order』                  |                                                                                   |
| アントニオ・サリエリ                       | 『Fate/Grand Order』                  |                                                                                   |
| イヴァン雷帝                               | 『Fate/Grand Order』                  |                                                                                   |
| ナポレオン                                 | 『Fate/Grand Order』                  |                                                                                   |
| オフェリア・ファルムソローネ               | 『Fate/Grand Order』                  |                                                                                   |
| スルト                                     | 『Fate/Grand Order』                  |                                                                                   |
| ワルキューレ                               | 『Fate/Grand Order』                  |                                                                                   |
| シトナイ                                   | 『Fate/Grand Order』                  |                                                                                   |
| スカサハ＝スカディ                         | 『Fate/Grand Order』                  |                                                                                   |
| 虞美人（芥ヒナコ）                         | 『Fate/Grand Order』                  |                                                                                   |
| 蘭陵王                                     | 『Fate/Grand Order』                  |                                                                                   |
| 項羽                                       | 『Fate/Grand Order』                  |                                                                                   |
| 始皇帝                                     | 『Fate/Grand Order』                  |                                                                                   |
| スカンジナビア・ペペロンチーノ             | 『Fate/Grand Order』                  |                                                                                   |
| アシュヴァッターマン                       | 『Fate/Grand Order』                  |                                                                                   |
| ラクシュミー・バーイー                     | 『Fate/Grand Order』                  |                                                                                   |
| ウィリアム・テル                           | 『Fate/Grand Order』                  |                                                                                   |
| アスクレピオス                             | 『Fate/Grand Order』                  |                                                                                   |
| アルジュナ〔オルタ〕                       | 『Fate/Grand Order』                  |                                                                                   |
| ジャンヌ・ダルク〔オルタ〕                 | 『Fate/Grand Order』                  | 『Fate/Apocrypha』のジャンヌ・ダルクとは別人。                                    |
| エミヤ〔アサシン〕                         | 『Fate/Grand Order』                  | 『Fate/Zero』の衛宮切嗣とは別人。                                                 |
| 茨木童子                                   | 『Fate/Grand Order』                  |                                                                                   |
| クレオパトラ                               | 『Fate/Grand Order』                  |                                                                                   |
| ジャンヌ・ダルク・オルタ・サンタ・リリィ   | 『Fate/Grand Order』                  |                                                                                   |
| 織田信勝                                   | 『Fate/Grand Order』                  |                                                                                   |
| 土方歳三                                   | 『Fate/Grand Order』                  |                                                                                   |
| 刑部姫                                     | 『Fate/Grand Order』                  |                                                                                   |
| メカエリチャン                             | 『Fate/Grand Order』                  |                                                                                   |
| 葛飾北斎                                   | 『Fate/Grand Order』                  |                                                                                   |
| ブラダマンテ                               | 『Fate/Grand Order』                  |                                                                                   |
| 紅閻魔                                     | 『Fate/Grand Order』                  |                                                                                   |
| 紫式部                                     | 『Fate/Grand Order』                  |                                                                                   |
| カーマ                                     | 『Fate/Grand Order』                  |                                                                                   |
| ポール・バニヤン                           | 『マンガで分かる! Fate/Grand Order』  |                                                                                   |
| 黒桐幹也                                   | 『空の境界』                          |                                                                                   |
| 蒼崎橙子                                   | 『空の境界』                          |                                                                                   |
| 黒桐鮮花                                   | 『空の境界』                          |                                                                                   |
| 巫条霧絵                                   | 『空の境界』                          |                                                                                   |
| 浅上藤乃                                   | 『空の境界』                          |                                                                                   |
| 白純里緒                                   | 『空の境界』                          |                                                                                   |
| 両儀未那                                   | 『空の境界 未来福音』                 |                                                                                   |
| 瓶倉光溜                                   | 『空の境界 未来福音』                 |                                                                                   |
| 静希草十郎                                 | 『魔法使いの夜』                      |                                                                                   |
| 久遠寺有珠                                 | 『魔法使いの夜』                      |                                                                                   |
| 木乃美芳助                                 | 『魔法使いの夜』                      |                                                                                   |
| 久万梨金鹿                                 | 『魔法使いの夜』                      |                                                                                   |
| ルゥ=ベオウルフ                            | 『魔法使いの夜』                      |                                                                                   |
| メイ・リデル・アーシェロット               | 『魔法使いの夜』                      |                                                                                   |
| ロスト・ロビン・ロンド                     | 『魔法使いの夜』                      |                                                                                   |
| 沖田総司                                   | 『コハエース』                        |                                                                                   |
| 織田信長                                   | 『コハエース』                        |                                                                                   |
| 豊臣秀吉                                   | 『コハエース』                        |                                                                                   |
| 坂本龍馬＆お竜                             | 『コハエース』                        |                                                                                   |
| 岡田以蔵                                   | 『コハエース』                        |                                                                                   |
| マックスウェルの悪魔                       | 『コハエース』                        |                                                                                   |
| 沖田総司〔オルタ〕                         | 『コハエース』                        |                                                                                   |
| 李書文（ランサー）                         | 『コハエース』                        |                                                                                   |
| 長尾景虎                                   | 『ぐだぐだエース』                    |                                                                                   |
| 桂木千鍵                                   | 『まほうつかいの箱』                  |                                                                                   |
| 日比乃ひびき                               | 『まほうつかいの箱』                  |                                                                                   |
| ケータイさん                               | 『まほうつかいの箱』                  |                                                                                   |
| 黛まゆ子                                   | 『まほうつかいの箱』                  |                                                                                   |
| 栗枝クララ                                 | 『まほうつかいの箱』                  |                                                                                   |
| 謎のヒロインX                              | 『路地裏さつき ヒロイン十二宮編』     | 謎のヒロインXXと同一人物扱い                                                      |
| クロエ・フォン・アインツベルン             | 『プリズマ☆イリヤ』                   |                                                                                   |

## 作中用語
型月学園（タイプムーンがくえん）
この作品の舞台となる学園にして、箱庭世界そのもの。
敷地は広大で、必要とされている施設はほぼ一通りそろっているが、学外に出ることはできない。この世界に召喚されたキャラクターたちは、それぞれ生徒・初等部児童・教員といったロールに組み込まれており、それに応じて学生生活を送る事になる。なお生徒には学年という概念は存在せず、ただ複数の組に割り振られている。宿舎「小川寮」。生徒会役員以外のキャラクターたちは部活動入部が義務付けられており、教員となったキャラクターも例外ではないらしい。一方で寮賃以外の生活費は毎月定額10万きのこが支給され、アルバイトと称して事業を展開する事も認められている。なお本来、強力な異能を持つキャラクターたちの殺傷能力は弱体化されている。
生徒会
学園全体を指揮する組織。
物語序盤にあらかじめ召喚された5人のキャラクターが割り振られた特殊なロール。授業などは一般生徒と同じく受講するが、それ以外の時間帯については校務運営の大きな裁量が与えられている。また一部の役職には特殊な権限・能力が付加される事がある。

## 書誌情報
第2期の単行本はタイトルは第1期のままで、巻数も第1期から継続となっている。3巻までは第1期、4巻からは第2期の内容を収録。
- 原作：TYPE-MOON・作画：華々つぼみ 『TYPE-MOON学園 ちびちゅき！』KADOKAWA〈角川コミックス・エース〉、既刊7巻（2020年3月10日現在）
  1. 2014年7月10日発売、ISBN 978-4-04-101731-9
  2. 2014年12月10日発売、ISBN 978-4-04-102291-7
  3. 2015年9月10日発売、ISBN 978-4-04-103411-8
  4. 2016年12月10日発売、ISBN 978-4-04-104864-1
  5. 2018年1月26日発売、ISBN 978-4-04-106488-7
  6. 2019年3月9日発売、ISBN 978-4-04-107724-5
  7. 2020年3月10日発売、ISBN 978-4-04-109090-9